# وانگ لینوی
وانگ لینوی (انگلیسی: Wang Linwei؛ زادهٔ ۲۹ اوت ۱۹۵۶) بازیکن هندبال اهل چین بود.